# Байерсдорф
Байерсдорф (на немски: Baiersdorf) е град в регион Средна Франкония в северна Бавария, Германия, със 7489 жители (2015).
Градът се намира на около 8 km северно от Ерланген и на жележопътната линия Нюрнберг–Бамберг, във Франконската койпер-лиасова равнина.
Град Байерсдорф е споменат за пръв път в документ през 1062 г. и има над 650 години права на град.